# Georgi Ter-Ghazarianc
Georgi Artaszesi Ter-Ghazarianc (orm. Գեորգի Արտաշեսի Տեր-Ղազարյան; ros. Георгий Арташесович Тер-Газарянц, ur. 10 marca 1923 w Baku, zm. 31 grudnia 2023 w Moskwie) – radziecki działacz państwowy i partyjny, dyplomata.

## Życiorys
Urodzony w rodzinie ormiańskiej. W 1941 skończył szkołę średnią i podjął studia prawnicze, po ataku Niemiec na ZSRR został powołany do Armii Czerwonej. Brał udział w walkach o Północny Kaukaz, m.in. pod Władykaukazem, 1942 został członkiem WKP(b), 1943 w stopniu porucznika Armii Czerwonej uczestniczył w walkach pod Noworosyjskiem, Krasnodarem, Rostowem i innych miast południowego ZSRR, był dwukrotnie ranny. Podczas wojny dosłużył się stopnia kapitana, po wojnie studiował w Akademii Wojskowo-Politycznej im. Lenina, po jej ukończeniu 1950 został pomocnikiem szefa Wydziału Politycznego 89 Armeńskiej Dywizji Piechoty Czerwonego Sztandaru ds. pracy komsomolskiej. Jesienią 1950 został I sekretarzem KC Komsomołu Armenii, w styczniu 1951 wybrany deputowanym do Rady Najwyższej Armeńskiej SRR, został członkiem Prezydium tej rady, w tym samym roku został członkiem KC Komunistycznej Partii (bolszewików) Armenii i członkiem Biura Politycznego KC KP(b)A. W czerwcu 1953 przebywał służbowo w NRD, w styczniu 1956 został I zastępcą przewodniczącego Antyfaszystowskiego Komitetu Młodzieży Radzieckiej/Komitetu Młodzieży Radzieckiej, na tym stanowisku brał aktywny udział w organizacji Światowego Festiwalu Młodzieży i Studentów w Moskwie w 1957 i wielu międzynarodowych konferencji młodzieżowych, sympozjów i seminariów. Od 1957 do lutego 1961 był kierownikiem Wydziału ds. Kontaktów z Partiami Komunistycznymi i Robotniczymi Państw Socjalistycznych, 8 lutego 1961 został sekretarzem KC KPA, a 1964-1973 II sekretarzem KC KPA, jednocześnie w 1965 został sekretarzem Komisji ds. Zagranicznych Rady Narodowości Rady Najwyższej ZSRR. Od 8 kwietnia 1966 do 30 marca 1971 wchodził w skład Centralnej Komisji Rewizyjnej KPZR, od 8 kwietnia 1973 do 4 lipca 1981 był ambasadorem nadzwyczajnym i pełnomocnym ZSRR w Senegalu i równocześnie w Gambii, od 4 lipca 1981 do 18 marca 1987 ambasadorem nadzwyczajnym i pełnomocnym ZSRR w Zimbabwe, a od 10 marca 1987 I zastępcą przewodniczącego Zarządu Wszechzwiązkowej Agencji Ochrony Praw Autorskich. W 1997 został członkiem kolegium redakcyjnego gazety "Nojew Kowczeg".

## Odznaczenia
- Order Rewolucji Październikowej
- Order Czerwonego Sztandaru Pracy
- Order „Znak Honoru”
- Medal „Za Odwagę” (1942)

Oraz odznaczenia NRD i Polski.